# Аликадам
Аликадам (бенг. আলিকদম, англ. Alikadam) — город на юго-востоке Бангладеш, административный центр одноимённого подокруга. Площадь города равна 23,32 км². По данным переписи 2001 года, в городе проживало 8326 человек, из которых мужчины составляли 59,44 %, женщины — соответственно 40,56 %. Плотность населения равнялась 357 чел. на 1 км². Уровень грамотности населения составлял 37,1 % (при среднем по Бангладеш показателе 43,1 %).